# Últimas ejecuciones del franquismo
Las últimas ejecuciones del franquismo se produjeron el 27 de septiembre de 1975 en las poblaciones españolas de Hoyo de Manzanares (Madrid), Barcelona y Burgos, siendo ejecutadas por fusilamiento cinco personas: tres miembros del Frente Revolucionario Antifascista y Patriota (FRAP) —José Humberto Baena, José Luis Sánchez Bravo y Ramón García Sanz— y dos miembros de ETA político-militar —Juan Paredes Manot (Txiki) y Ángel Otaegui—. Estas ejecuciones, las últimas del régimen franquista, poco antes de la muerte del general Franco, levantaron una ola de protestas y condenas contra el Gobierno español, dentro y fuera del país, tanto a nivel oficial como popular. Un año antes, el 2 de marzo de 1974, había sido ejecutado con garrote vil Salvador Puig Antich en Barcelona.
Son las últimas penas de muerte ejecutadas en España. La pena capital fue abolida por el artículo 15 de la Constitución de 1978, con la excepción de «lo que puedan disponer las leyes penales militares para tiempos de guerra». La Ley Orgánica 11/1995, de 27 de noviembre, la abolió también en este supuesto.

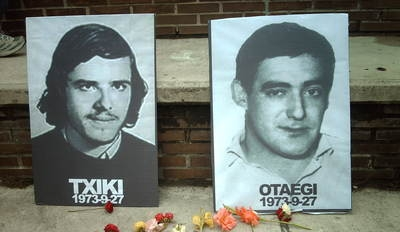
Retratos de «Txiki» y Otaegi.

## Antecedentes históricos
A finales del verano del año 1975, había pendientes diversos consejos de guerra y varias condenas a muerte en ciernes. Garmendia y Otaegui por un lado, además del sumario militar por el atentado de la calle Correo de Madrid, que involucraba a los procesados Eva Forest, Durán y María Luz Fernández. Otros procesos seguían su marcha como el del atentado contra Carrero Blanco y otros casos contra miembros del FRAP por la manifestación del 1 de mayo de 1973 en la que murió un policía.
Por la Jefatura del Estado se dictó el Decreto-Ley 10/1975, de 26 de agosto, sobre prevención del terrorismo, que contenía diversos preceptos procesales y penales en relación con el terrorismo. Dicho Decreto-Ley contenía veintiún artículos, una disposición adicional y tres disposiciones finales. Sin embargo, la pena de muerte por diversos delitos de terrorismo ya estaba en la legislación penal, por ejemplo en los artículos 294 bis a), 294 bis b) y 294 bis c) del Código de Justicia Militar, incluidos en dicho código en 1971. También el Código Penal establecía la pena de muerte en varios de sus artículos, por ejemplo, los artículos 260, 405, 406, 501 y otros.
Las disposiciones de dicho Decreto-Ley 10/1975 eran de aplicación en los delitos de terrorismo de los art. 260 a 264 del Código Penal y 294 bis del Código de Justicia Militar. El enjuiciamiento de algunos delitos se atribuía a la jurisdicción militar que se sustanciarían por el procedimiento sumarísimo. También establecía una prórroga en el plazo legalmente establecido para poner a un detenido a disposición de la autoridad judicial. Según su artículo 13: «El plazo legalmente establecido para poner a disposición de la autoridad judicial a un detenido podrá prorrogarse, si lo requieren las exigencias de la investigación, hasta transcurrido el quinto día después de la detención y hasta los diez días si, en este último caso, lo autoriza el Juez a quien deba hacerse la entrega. La petición de esta autorización deberá formularse por escrito y expresará los motivos en que se funde».

## Los consejos de guerra y las condenas
Un consejo de guerra ordinario se celebró en el Regimiento de Artillería de Campaña 63 de Burgos el 28 de agosto. En él fueron juzgados José Antonio Garmendia Artola y Ángel Otaegui, ambos de ETA político-militar, que fueron condenados a muerte por el delito de terrorismo con resultado de muerte del cabo del Servicio de Información de la Guardia Civil Gregorio Posadas Zurrón, en Azpeitia (Guipúzcoa), el 3 de abril de 1974. Se les aplicó el artículo 294 bis b) 1º del Código de Justicia Militar. Garmendia fue condenado por ser autor material de dicho atentado y Otaegui fue condenado por cooperación necesaria, por la preparación minuciosa y detallada de dicho atentado. A Garmendia se le conmutaría la pena de muerte por la de reclusión y Otaegui sería ejecutado por fusilamiento en Burgos.
Un Consejo de Guerra sumarísimo se celebró el 19 de septiembre en el Gobierno Militar de Barcelona. En él fue juzgado Juan Paredes Manot, Txiki, de ETA político-militar, por un atraco en la sucursal del Banco de Santander de la calle Caspe de Barcelona el 6 de junio, atraco en el que, a causa de un tiroteo, murió el cabo primero de la Policía Armada Ovidio Díaz López. Se le aplicó el art. 294 bis c) 1º del Código de Justicia Militar. Fue condenado a muerte y sería ejecutado por fusilamiento en Barcelona.
En las dependencias militares de El Goloso, cerca de Madrid, se celebró los días 11 y 12 de septiembre un Consejo de Guerra sumarísimo contra militantes del FRAP para juzgar el atentado con resultado de muerte contra el policía armado Lucio Rodríguez, en la madrileña calle de Alenza, el 14 de julio de 1975. Por dicho atentado se condenó como autores de un delito de insulto a fuerza armada con resultado de muerte del artículo 308, número 1º del Código de Justicia Militar a cinco procesados. De éstos, tres fueron condenados a muerte; a Manuel Blanco Chivite y a Vladimiro Fernández Tovar se les conmutaría la pena de muerte por reclusión, y José Humberto Baena Alonso sería ejecutado por fusilamiento en Hoyo de Manzanares (Madrid). El juicio de José Humberto Baena fue sumamente irregular. La testigo principal del mismo llegó a afirmar que el acusado Baena ni siquiera se parecía al sospechoso que vio disparar al policía Lucio Rodríguez. Otros dos procesados fueron condenados a penas de reclusión mayor; Pablo Mayoral Rueda, a treinta años, y Fernando Sierra Marco, a veinticinco. Además, Mayoral, Baena y Sierra fueron condenados a cinco meses de arresto mayor por uso ilegítimo de vehículo ajeno de motor.
Igualmente, en dichas dependencias militares de El Goloso, se celebró el día 18 de septiembre otro Consejo de Guerra sumarísimo contra otros militantes del FRAP por el atentado con resultado de muerte contra el teniente de la Guardia Civil Antonio Pose Rodríguez, en el barrio madrileño de Carabanchel, el 16 de agosto. Se aplicó el artículo 294 bis b) 1º del Código de Justicia Militar y fue condenado José Fonfría Díaz a veinte años de reclusión y otros cinco procesados fueron condenados a muerte, aunque a tres de ellos se les conmutaría la pena de muerte por reclusión: Concepción Tristán López y María Jesús Dasca Pénelas (por estar ambas embarazadas) y Manuel Cañaveras de Gracia. Los otros dos, Ramón García Sanz y José Luis Sánchez-Bravo Solla, serían ejecutados por fusilamiento en Hoyo de Manzanares.
Fueron, por tanto, en total, once condenados a muerte. El Consejo de Ministros del viernes 26 de septiembre de 1975 indultó a seis de los condenados a muerte, conmutando sus penas por la de reclusión y dio el "enterado" para los otros cinco condenados a muerte. El "enterado" era la denegación del indulto y, por tanto, suponía la ejecución de la pena de muerte. Dichas penas de muerte se ejecutaron por fusilamiento al día siguiente, el sábado 27 de septiembre.

## Intentos para evitar los fusilamientos
Se hicieron varios intentos para evitar las ejecuciones. Hubo varias protestas de abogados en el Colegio de Abogados de Barcelona y los abogados de los acusados realizaron gestiones con la Santa Sede. Pablo VI envió un mensaje solicitando clemencia. El primer ministro de Suecia Olof Palme salió por las calles de Estocolmo pidiendo con una hucha en favor de las familias de los condenados. Nicolás Franco, hermano del dictador, le escribió pidiéndole que reconsiderara su decisión. La madre de Otaegui visitó al cardenal Jubany, al obispo Iniesta y al cardenal Vicente Enrique y Tarancón.

## Las ejecuciones
Las ejecuciones de las penas de muerte no indultadas se realizaron por fusilamiento el sábado 27 de septiembre. En Barcelona fue ejecutado Juan Paredes Manot, Txiki, de 21 años, y en Burgos, Ángel Otaegui, de 33 años, ambos militantes de ETA político-militar. En Hoyo de Manzanares (Madrid), José Luis Sánchez Bravo, de 22 años, Ramón García Sanz, de 27, y José Humberto Baena Alonso, de 24, miembros del Frente Revolucionario Antifascista y Patriota (FRAP).
En Hoyo de Manzanares los fusilamientos los hicieron tres pelotones compuestos cada uno por diez guardias civiles o policías, un sargento y un teniente, todos voluntarios. A las 9:10, los policías fusilaron a Ramón García Sanz. A los 20 minutos, a José Luis Sánchez Bravo y poco después a Humberto Baena. A las 10:05 todo había concluido. No pudo asistir ningún familiar de los condenados, pese a ser «ejecución pública», según marcaba la ley. El único paisano que pudo asistir fue el párroco de la localidad, que relató después la ejecución:

Además de los policías y guardias civiles que participaron en los piquetes, había otros que llegaron en autobuses para jalear las ejecuciones. Muchos estaban borrachos. Cuando fui a dar la extremaunción a uno de los fusilados, aún respiraba. Se acercó el teniente que mandaba el pelotón y le dio el tiro de gracia, sin darme tiempo a separarme del cuerpo caído. La sangre me salpicó.

Los cadáveres de los tres miembros del FRAP fueron enterrados la misma mañana de su ejecución en Hoyo de Manzanares. Los restos de Sánchez Bravo serían trasladados, posteriormente, a Murcia, y los de Ramón García Sanz, al cementerio civil de Madrid.

## Reacciones y protestas
Cuando el viernes 26 de septiembre el Consejo de Ministros por unanimidad y siguiendo las directrices de Francisco Franco aprueba el fusilamiento de cinco de los once condenados a pena de muerte se produce una inmensa conmoción. Los titulares de la prensa española proclamaban la generosidad del régimen por haber indultado a seis de los once condenados. Bajo el título Hubo clemencia la prensa se plegaba a las consignas del régimen sin que se oyera una palabra disonante.
En el País Vasco se decretó una huelga general en pleno estado de excepción, que fue seguida mayoritariamente. Por las diferentes ciudades españolas se multiplicaron los paros y las protestas, y en el mundo el clamor contra las ejecuciones no cesaba.
Las irregularidades de los procesos realizados ya habían sido denunciadas por el abogado suizo Christian Grobet que había asistido como observador judicial al consejo de guerra de Txiki en nombre de la Federación Internacional de Derechos del Hombre y de la Liga Suiza de Derechos del Hombre en cuyo informe del 12 de septiembre dice: 

Jamás el abajo firmante, desde que sigue los procesos políticos en España, ha tenido una impresión tan clara de asistir a un tal simulacro de proceso, en definitiva a una siniestra farsa, si pensamos un momento en el porvenir que les aguarda a los acusados.

El presidente mexicano Luis Echeverría pidió la expulsión de España de las Naciones Unidas y doce países occidentales retiraron sus embajadores en Madrid. Las embajadas españolas de diversas ciudades fueron atacadas por los manifestantes, siendo quemada la de Lisboa.
La respuesta del régimen fue la convocatoria de una manifestación de adhesión en la madrileña plaza de Oriente. Esta manifestación fue organizada por el teniente coronel José Ignacio San Martín. En ella, Francisco Franco, físicamente muy debilitado, acompañado del entonces príncipe de Asturias Juan Carlos de Borbón, en la que sería la última aparición pública del dictador, proclama: 

Todo lo que en España y Europa se ha armado obedece a una conspiración masónico-izquierdista, en contubernio con la subversión comunista-terrorista en lo social, que si a nosotros nos honra, a ellos les envilece.

### En el País Vasco y Navarra
El sábado 27 de septiembre comenzó una huelga general de tres días de duración, hasta el 30, que fue mayoritariamente seguida y en la que se estima que pararon más de 200.000 trabajadores. Era la tercera huelga general que se convocaba ese septiembre y ya había habido otras protestas en agosto. Aun estando declarado el estado de excepción en Vizcaya y Guipúzcoa, los talleres y fábricas se paran, se cierran los comercios y bares y hasta los barcos de pesca se quedan en puerto. Se realizan manifestaciones en todas las poblaciones importantes que son reprimidas con violencia por la Policía Armada y la Guardia Civil llegándose a utilizar fuego real. Se realizan funerales en casi todas las poblaciones vascas. En San Sebastián se convoca un funeral para el día 30 a las 19:00 en la Catedral del Buen Pastor oficiado por el obispo monseñor Setién y otros 30 sacerdotes, no se puede celebrar por estar tomado por la policía la plaza y el templo. Aun así se concentra una gran cantidad de personas y los disturbios duran hasta bien entrada la noche. Durante los disturbios se producen disparos de bala y un niño es herido. Los disparos de fuego real son comunes en la represión de las manifestaciones.
Los tres días de huelga general se convierten en tres días de protestas generalizadas en las calles de los pueblos y ciudades del País Vasco. La respuesta del gobierno fue el tomar las poblaciones con Policía Armada y Guardia Civil, pero aun así los disturbios son generalizados en las tres provincias vascas y en Navarra.

### En el resto de España
En otras zonas de España las protestas fueron menores. En Barcelona se hicieron diferentes manifestaciones que fueron reprimidas por la policía. Hubo protestas en algunas ciudades, pero se logró mantener el orden público.

### Reacción internacional

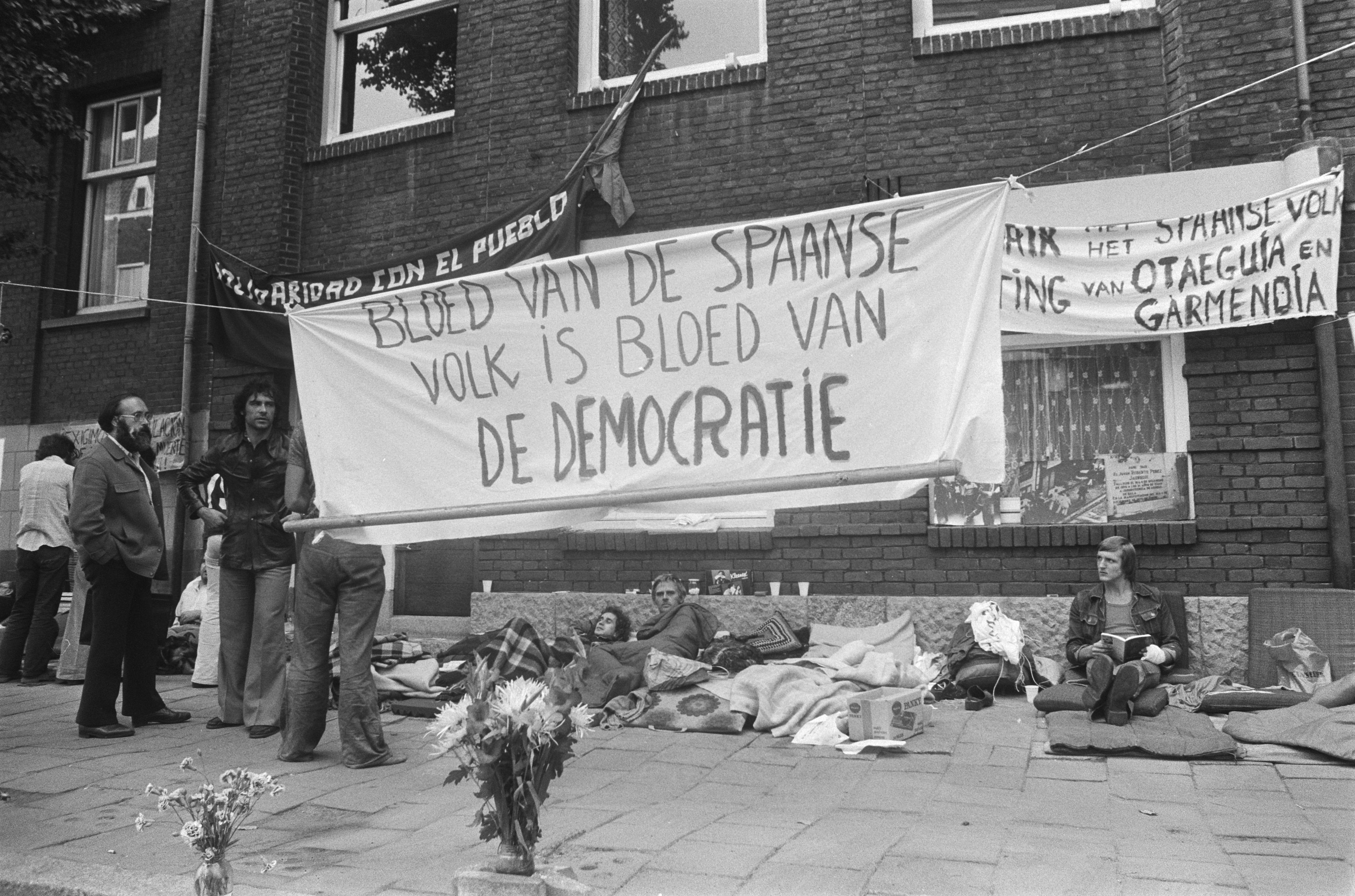
Acampada ante el consulado español en Ámsterdam en protesta por el consejo de guerra contra José Antonio Garmendia Artola y Angel Otaegui. La pancarta principal dice en neerlandés: "La sangre del pueblo español es la sangre de la democracia". 2 de septiembre de 1975.

La reacción internacional fue fuerte, tanto a nivel gubernamental como popular. Los países de la Comunidad Económica Europea pidieron el indulto de los condenados (expresado en Londres por el embajador italiano), lo mismo que la Santa Sede y la Organización de las Naciones Unidas. Hubo protestas populares en casi todas las ciudades importantes y capitales. Se llegó a asaltar o intentar asaltar las embajadas y consulados españoles y se boicotearon los intereses de España en países como Francia. 
Algunos gobiernos, como el de Noruega, Reino Unido u Holanda, llamaron a su embajador en Madrid, en Copenhague la Alianza Atlántica aprobó una moción de protesta contra las condenas y exhortó a los países miembros que no hicieran nada que pudiera favorecer el ingreso de España en ese organismo.
El presidente de México, Luis Echeverría Álvarez, pidió que España fuera expulsada de la ONU, canceló los vuelos entre Madrid y la Ciudad de México, cerró la Oficina de Negocios de España en el país y la representación de la agencia de noticias EFE. Las protestas se extendieron por todo el globo, tanto por países occidentales como orientales. Las manifestaciones y actos de protesta, en los que se registraron fuertes disturbios, fueron numerosos.
Estados Unidos oficialmente se mantuvo en silencio respecto de los fusilamientos. Sin embargo, Henry Kissinger intermedió ante México y otros, para que la propuesta de suspensión española en la ONU no tuviese respaldo.
Solamente la dictadura chilena le expresó su respaldo público al régimen español. Mediante una carta formal Augusto Pinochet le manifestó a Franco "la más absoluta solidaridad del pueblo y del Gobierno de Chile con el pueblo y el Gobierno de España" ante lo que denominó como una "infame campaña internacional que enfrenta España". Franco respondería afectuosamente el mensaje de la dictadura chilena, formulando su “agradecimiento personal y el del Gobierno y pueblo español formulando a mi vez votos por la ventura personal de Vuestra Excelencia y el engrandecimiento de la República de Chile”.

## En la cultura popular

### Filmografía
- Aguirre, Iñaki: El viento y la raíz (2007).[27]
- Dufour, Adolfo: Septiembre del 75 (2008).[28]
- García Sánchez, J. L.: La noche más larga (1991).[29]

### Música
- Al alba, canción de Luis Eduardo Aute. La canción pertenece al disco Albanta. El tema Al alba, probablemente el más famoso y significativo de toda la carrera de Aute, fue creado originalmente como una canción de amor, pero quedó como un alegato contra la pena de muerte cuando Rosa León comenzó a cantarla dedicada a los fusilados en septiembre de 1975.[30][31]

### Libros
- 'Crónica de medio siglo. Del FRAP a Podemos. Un viaje por la historia reciente con Ricardo Acero y sus compañeros', José Catalán Deus, gRRound! Ediciones, 2015-2023. Primera serie: 'La chispa y la pradera': episodios 8º ('Verano sangriento') y 9º ('Los fusilamientos'). Más información
- Amnistía Internacional, ed. (1995), La pena de muerte y su abolición en España. Los Libros de la Catarata, Madrid.
- Sánchez Erauskin Javier (1978), «El viento y las raíces» (libro en homenaje a Txiki y Otaegi, y que fue secuestrado y prohibido aquel mismo año). Dos años más tarde, el periodista tuvo que comparecer ante la Audiencia Nacional acusado de «apología del terrorismo» a raíz de aquella publicación, cuyos derechos de autor habían sido cedidos a las madres de Jon Paredes y de Anjel Otaegi). (Ver en línea).
- Sanchez Erauskin, Xabier (2007). Txiki, haizea eta sustraiak. Bilbao: Haizea eta Sustraiak Kultur Elkartea. ISBN 978-84-96536-87-6.

- VVAA: 27 de septiembre de 1975. Cinco héroes del pueblo La primera edición enero de 1976 por la Agencia de Prensa España Popular (A.P.E.P.). La segunda edición se realizó en septiembre de 1978. En septiembre de 2005 se realiza la tercera edición, realizada por Tiempo de Cerezas. Ediciones, respetando íntegramente todos los textos de la segunda edición; algunas de las fotografías e ilustraciones no se han podido reproducir.

### Documentos
- Carta de despedida de Humberto Baena a sus padres antes de ser fusilado. (Leer en línea)

### Documento visual
- La plataforma Memoria, Dignidad y Lucha (2005).

### Revistas
- Interviú (19/09/2005): «Documento en conmemoración del treinta aniversario de los fusilamientos (enlace roto disponible en Internet Archive; véase el historial, la primera versión y la última).».
- FRAP, 27 de septiembre de 1975. Grupo Edelvec. Edición Vanguardia Obrera, Madrid, 1985.